# Ка Ричечи (Римини)
Ка Ричечи је насеље у Италији у округу Римини, региону Емилија-Ромања.
Према процени из 2011. у насељу је живело 36 становника. Насеље се налази на надморској висини од 333 м.